# 존 볼트
존 볼트 (John Bolt, 1947년 10월 7일 - )는 네덜란드 출신의 미국의 개혁신학자이다. 미국 미시간 주 그랜드 래피즈에 있는 칼빈 신학교에서 조직신학 교수를 하고 은퇴하였다 그는 여러권의 책을 저술하였다. 그의 특별한 학문적 공로는 네덜란드의 개혁신학자 헤르만 바빙크의 개혁교의학 (Gereformeerde Dogmatiek)을 영어로 번역한 것이다.

## 교육 배경
존 볼트는 네덜란드 흐로닝언 그루테가스에서 1947년 10월 7일 아버지 버렌드 볼트와 어머니 헤크제 볼트에서 태어나서 미국으로 이민왔다.
- Calvin College,1970. Bachelor of Science,
- Calvin Theological Seminary, Bachelor's Degree, 1973.
- Calvin Theological Seminary, Master of Theology1977.
- University St. Michael's College, Doctor of Philosophy, 1982.

## 저서
- Orthodoxy and orthopraxis in the Reformed community today (Christian Reformed perspectives)
- Christian and Reformed Today
- The Christian Story and the Christian School
- Orthodoxy and orthopraxis in the Reformed community today (Christian Reformed perspectives) (Book by Bolt, John (editor))
- Christian and Reformed Today
- The Christian Story and the Christian School

## 같이 보기
- 헤르만 바빙크